# Bränd (film, 2015)
Bränd (engelska: Burnt) är en amerikansk dramakomedifilm från 2015. Filmen är regisserad av John Wells och skriven av Steven Knight, från en berättelse av Michael Kalesniko. Några av filmens skådespelare är Bradley Cooper, Sienna Miller, Omar Sy, Daniel Brühl, Matthew Rhys, Alicia Vikander, Uma Thurman och Emma Thompson. Filmen släpptes den 30 oktober 2015 och distribuerades av The Weinstein Company.